# 1923 na política

## Eventos
- 6 de Outubro - Manuel Teixeira Gomes substitui António José de Almeida no cargo de Presidente da República Portuguesa.
- 29 de Outubro - É fundada a República da Turquia.
- Miguel Primo de Rivera y Orbaneja substitui Manuel García Prieto como presidente do governo de Espanha.
- 9 de novembro - Adolf Hitler lidera um golpe em Munique, contra o governo Bávaro, golpe fracassa, Hitler e seu partidários são presos por traição.

## Nascimentos
| Data            | Nome                                                        | Profissão | Nacionalidade                                | Observações       | Ref   |
| --------------- | ----------------------------------------------------------- | --- | -------------------------------------------- | ----------------- | ----- |
| 20 de fevereiro | Forbes Burnham                                              | presidente da Guiana de 1980 a 1985                                                                                 | Reino Unido (Guiana Britânica)               | m. 1985           |       |
| 23 de fevereiro | Belisario Betancur                                          | Presidente da República da Colômbia de 1982 a 1986                                                                  | Colômbia                                     |                   |       |
| 11 de março     | Agatha Barbara                                              | chefe de estado de Malta de 1982 a 1987                                                                             | Malta                                        | m. 2002           |       |
| 2 de maio       | Francisco Salgado Zenha                                     | político, ministro da justiça no I, II, III e IV Governo Provisório de Portugal                                     | Portugal                                     | m. 1993           |       |
| 10 de maio      | Heydar Aliyev                                               | presidente do Azerbaijão de 1993 a 2003                                                                             | República Socialista Soviética do Azerbaijão | m. 2003           |       |
| 19 de maio      | Georgy Arbatov                                              | cientista político e conselheiro                                                                                    | República Socialista Soviética da Ucrânia    | m. 2010           |       |
| 31 de maio      | Rainier III (Rainier Louis Henri Maxence Bertrand Grimaldi) | monarca do Principado de Mónaco de 1949 a 2005                                                                      | Mónaco                                       | m. 2005           |       |
| 6 de julho      | Wojciech Jaruzelski                                         | militar, primeiro-ministro (1981-1985), chefe do conselho de estado (1985-1989) e presidente da Polónia (1989-1990) | Polónia                                      |                   | .     |
| 26 de julho     | Camilo Cola                                                 | empresário e político. Deputado Federal no ES e dono do Grupo Itapemirim                                            | Brasil                                       |                   |       |
| 2 de agosto     | Shimon Peres                                                | presidente de Israel desde 2007                                                                                     | Segunda República Polaca                     | Nobel da Paz 1994 | [ 2 ] |
| 6 de setembro   | Pedro II da Iugoslávia                                      | Rei da Jugoslávia de 1934 a 1945 (exilado em 1941)                                                                  | Reino da Jugoslávia                          | m. 1970           |       |
| 13 de novembro  | Misael Pastrana                                             | Presidente da República da Colômbia de 1970 a 1974                                                                  | Colômbia                                     | m. 1997           |       |
| 17 de novembro  | Aristides Maria Pereira                                     | Presidente de Cabo Verde de 1975 a 1991                                                                             | Portugal (Cabo Verde)                        | m. 2011           |       |
| 25 de novembro  | Mauno Koivisto                                              | presidente da Finlândia de 1982 a 1994                                                                              | Finlândia                                    |                   |       |

## Mortes
| Data          | Nome                               | Profissão                                       | Nacionalidade  | Observações | Ref |
| ------------- | ---------------------------------- | ----------------------------------------------- | -------------- | ----------- | --- |
| 10 de janeiro | Antoine Simon                      | presidente do Haiti de 1908 a 1911              | Haiti          | n. 1843     |     |
| 1 de março    | Rui Barbosa                        | jornalista, jurista, escritor e político        | Brasil         | n. 1849     |     |
| 20 de julho   | Pancho Villa (José Doroteo Arango) | militar e revolucionário                        | México         | n. 1878     |     |
| 2 de agosto   | Warren G. Harding                  | presidente dos Estados Unidos de 1921 a 1923    | Estados Unidos | n. 1865     |     |
| 19 de agosto  | Vilfredo Pareto                    | político, sociólogo e economista                | Itália         | n. 1848     |     |
| 9 de setembro | Hermes Rodrigues da Fonseca        | presidente do Brasil de 1910 a 1914             | Brasil         | n. 1855     |     |
| 12 de outubro | Diego Manuel Chamorro Bolaños      | presidente da Nicarágua de 1921 a 1923          | Nicarágua      | n. 1861     |     |
| 30 de outubro | Andrew Bonar Law                   | primeiro-ministro do Reino Unido de 1922 a 1923 | Reino Unido    | n. 1858     |     |